# 에런 슈나이더
에런 슈나이더(영어: Aaron Schneider)는 미국의 영화 감독, 영화 촬영 감독이다. 2003년작 단편영화 〈두 병사〉로 아카데미 단편 영화상을 수상했다.